# Dietfried Kienast
Dietfried Kienast (* 19. Juli 1940) ist ein ehemaliger deutscher Basketballspieler und -trainer. Er war von 1972 bis 1973 Bundestrainer der deutschen Herrennationalmannschaft.

## Laufbahn
Kienast wurde in Schlesien geboren und wuchs in Frankfurt am Main auf. Als Schüler besuchte er ein Internat in Laubach, wo Theo Clausen (erster deutscher Bundestrainer nach dem Zweiten Weltkrieg) als Schulleiter tätig war. 1964 wechselte Kienast von Eintracht Frankfurt zum USC Heidelberg. Ende Mai/Anfang Juni 1965 nahm er mit der bundesdeutschen Nationalmannschaft an der Europameisterschaft in der Sowjetunion teil. Nach einem Jahr in Heidelberg zog er 1965 zum MTV Gießen weiter. In Gießen setzte der Aufbauspieler sein Lehramtsstudium in den Fächern Englisch und Sport fort und arbeitete als Sportlehrer. 1967 und 1968 wurde er mit dem MTV deutscher Meister. Kienast bestritt in der Bundesliga zwischen 1966 und 1971 insgesamt 79 Spiele für Gießen, in denen er einen Mittelwert von 9,3 Punkten erreichte.
1971 übernahm er den Cheftrainerposten bei den Gießenern und blieb bis 1974 in der hessischen Basketball-Hochburg. Nach den Olympischen Sommerspielen 1972, bei denen er Co-Trainer der deutschen Mannschaft war, wurde Kienast neben seiner Tätigkeit in Gießen Trainer der deutschen Herrennationalmannschaft und blieb bis zum Folgejahr in diesem Amt. Er gab die Aufgabe beim Deutschen Basketball-Bund auf, um seine Stelle als Lehrer an Herderschule in Gießen nicht zu gefährden.
Im Zeitraum 1975 bis 1980 war Kienast als Landestrainer des Hamburger Basketball-Verbandes im Amt und trat in der Hansestadt eine Lehrerstelle (Englisch und Sport) an. Am Hamburger Gymnasium Heidberg war Kienast Sport-Seminarleiter. In der Saison 1978/79 bildete er mit Hans-Dieter Niedlich das Trainergespann beim Hamburger TB, die beiden führten den HTB zum Bundesliga-Aufstieg. Von 1979 bis 1981 betreute Kienast den Hamburger TB als alleiniger Trainer in der Bundesliga und in der Saison 1982/83 in einer Spielgemeinschaft mit dem TuS Alstertal in der Regionalliga. Ab 1983 war er nach der Auflösung der Spielgemeinschaft Trainer beim TuS Alstertal. 1990 führte er die Damenmannschaft des Ahrensburger TSV zum Aufstieg in die 2. Bundesliga. Zum Jahresende 1991 trat er von seinem Amt in Ahrensburg zurück. Er war dann bis 1994 Trainer der Herren der Halstenbeker TS. Ab Mai 1994 war er Trainer der Regionalliga-Herren des VfL Stade und übte das Amt bis April 1995 aus. Im Vorfeld des Spieljahres 1995/96 trainierte Kienast probehalber die BG ASV/TSG Bergedorf, zu einer Zusammenarbeit kam es dann jedoch nicht. Später war er Trainer beim Altrahlstedter MTV und betreute ab Januar 1997 bis in die frühen 2000er Jahren erneut die Herrenmannschaft der Halstenbeker TS in der 2. Regionalliga.